# Tyleptus striatus
Tyleptus striatus is een rondwormensoort. De wetenschappelijke naam van de soort is voor het eerst geldig gepubliceerd in 1963 door Heyns.